# O Vira-Lata
O Vira-lata foi uma revista idealizada pelo médico Drauzio Varella com o objetivo da conscientização e prevenção da AIDS. Sua circulação era restrita ao complexo penitenciário da Casa de Detenção de São Paulo (conhecido popularmente como Carandiru). Era uma revista em quadrinhos escrita por Paulo Garfunkel e desenhada por Libero Malavoglia, protagonizando o personagem Vira-Lata, criado por eles. Seu lançamento ocorreu no início da década de 1990 e contou com 7 edições em mais de 10 anos.